# Domorganus oligochaetophilua
Domorganus oligochaetophilua är en rundmaskart. Domorganus oligochaetophilua ingår i släktet Domorganus, och familjen Axonolaimidae. Arten är reproducerande i Sverige.